# Самур
Самур (лат. Martes zibellina) је мали грабљивац из рода куна. Живи у шумама Русије, почев од Уралских планина па широм Сибира, затим у сјеверној Монголији и Кини и на Хокаиду, у Јапану. Ова врста се, међутим, првобитно распростирала на просторима од данашњег европског дијела Русије, преко Пољске до скандинавских земаља. Због висококвалитетног крзна, ове животиње су се током историје доста ловиле, а данас се углавном, изузев Русије у којој је лов још увијек уобичајен, углавном гаје на специјализованим фармама.

## Етимологија
Име самур је турског поријекла а у руском језику се каже собољ (соболь) и као такво је ушло и у језичка подручја данашње западне Европе и Америке, вјероватно кроз трговину овим животињама са источним земљама попут Русије. Тако је руска ријеч собољ у енглеском језику почела да се изговара сејбл, у Њемачкој зобел, у Холандији забел, у Француској зибелин, итд.

## Физичке особине
Мужјаци су нешто већи од женки, и порасту од 38 до 56 центиметара дужине, са од 880 до 1.800 грама тежине, док женке порасту од 35 до 51 центиметара у дужину и од 700 до 1.560 грама тежине. Реп им је дуг од 9 до 12 центиметара.
Крзно је средње дужине, а зими порасте знатно више него љети. Оно је сиво-бијеле боје, са флекама жуте или сиве, нарочито често испод врата. У продаји је нарочито популарно мрко крзно, популарно звано „црни дијамант“.

## Понашање
Самури су дневни грабљивци чији су основни квалитети у лову чула мириса и слуха. Када је зима или олуја, или их људи лове, самури се често крију у својим гнијездима по цијеле дане.
У природи су, у лову, изузетно крволочни. Иако постоје записи о „припитомљеним“ самурима, који се играју са људима и радознали су као мачке или пси, то су углавном били самури одвојени од мајке као врло млади. Углавном граде гнијезда у земљи, а хране се вјеверицама, мишевима, мањим птицама и рибама. Када је несташица хране, једу и купине, малине, шишарке итд. Када је невријеме, плијен носе у гнијездо и тамо га једу.
Иако су релативно мале, многи предатори избјегавају ове животињице, због њихових оштрих зуба и урођене крволочности.